# Николов, Бобан
Бобан Николов (макед. Бобан Николов; родился 28 июля 1994 года в Штипе, Македония) — македонский футболист, полузащитник венгерского клуба «Кишварда» и сборной Македонии.

## Клубная карьера
Николов — воспитанник клуба «Брегалница» из своего родного города. В 2010 году он переехал в Румынию, где начал заниматься в Академии Георге Хаджи. В 2012 году Бобан подписал контракт с «Вииторулом». 8 марта 2013 года в матче против «Газ Метан» он дебютировал в чемпионате Румынии. 19 мая в поединке против «Стяуа» Николов забил свой первый гол за «Вииторул». Летом 2015 года контракт его контракт с румынским клубом истёк и Бобан на правах свободного агента вернулся на родину, подписав соглашение с «Вардаром». 23 августа в матче против «Младости» он дебютировал в чемпионате Македонии. 13 марта 2016 года в поединке против столичного «Младости» Николов забил свой первый гол за «Вардар». В составе клуба Бобан дважды выиграл чемпионат Македонии.
В начале 2018 года Николов перешёл в венгерский «Видеотон» (позже переименован в МОЛ Види). 24 февраля в матче против «Вашаша» он дебютировал в чемпионате Венгрии.

## Международная карьера
29 мая 2016 года в товарищеском матче против сборной Азербайджана Николов дебютировал за сборную Македонии. 24 марта 2017 года в отборочном матче чемпионата мира 2018 против сборной Лихтенштейна Бобан забил свой первый гол за национальную команду.
В 2017 году в составе молодёжной сборной Македонии Николов принял участие в молодёжном чемпионате Европы в Польше. На турнире он сыграл в матчах против команд Испании, Сербии и Португалии.

### Голы за сборную Македонии
| №  | Дата          | Место                        | Противник   | Счёт | Результат | Соревнование                     |
| -- | ------------- | ---------------------------- | ----------- | ---- | --------- | -------------------------------- |
| 1. | 24 марта 2017 | Райнпарк, Вадуц, Лихтенштейн | Лихтенштейн | 0:1  | 0:3       | Чемпионат мира 2018 квалификация |

## Достижения
Командные
 «Вардар»
- Чемпионат Македонии по футболу — 2015/2016
- Чемпионат Македонии по футболу — 2016/2017